# Fibragallia bidigitata
Fibragallia bidigitata är en insektsart som beskrevs av Paul W. Oman 1933. Fibragallia bidigitata ingår i släktet Fibragallia och familjen dvärgstritar. Inga underarter finns listade i Catalogue of Life.